# Gibralfaro
Gibralfaro (Špansko Monte Gibralfaro, iz arabskega gebel – hrib in grškega faro – svetilnik) je hrib v Málagi v jugovzhodni Španiji. Visok je 130 m in spada v pogorje Montes de Málaga, ki so del Betijskih Kordiljer.
Na njegovem vrhu je grad iz 10.-14. stoletja, s katerega je lep razgled na Málago in Sredozemsko morje, in spada med največje mestne turistične zanimivosti.

## Zgodovina
Grad na Gibralfaru je leta 929 zgradil kordobski kalif Abd-al-Rahman III. na temeljih feničanske utrdbe in svetilnika, po katerem je dobil ime. Granadski sultan Jusuf I. je na začetku 14. stoletja grad povečal in dozidal dvojno obzidje do Alcazabe.
Grad je najbolj znan po tri mesece trajajočem obleganju vojske katoliških monarhov Ferdinanda II. Aragonskega in Izabele I. Kastiljske, ki se je zaradi lakote končalo z vdajo 18. avgusta 1487. Po vdaji de je Ferdinand nastanil na gradu, Iabela pa v mestu. Obleganje je zanimivo tudi zato, da sta v njem prvič obe strani uporabili smodnik.
Najvidnejši ostanek trdnjave je njeno mogočno obzidje nad gostim borovim in evkaliptovim gozdom. Za obzidjem je nekaj zgradb in dvorišč, ki spominjajo na tista v Alhambri. Obzidje je obnovljeno in prehodno po celi dolžini. Z dela obzidja je lep razgled na areno za bikoborbe La Malagueta. Na njegovem obrobju so  zgodovinska zgradba semenišča, palačna trdnjava Alcazaba, ki je dostopna po obzidanem prehodu, park Jardines de Puerta oscura in Parador.

## Dostop
Gibralfaro je dostopen s taksijem ali turističnim avtobusom, po tlakovani poti iz Alcazabe in po vijugastih stopnicah s Plaza del General Torrijos, ki se priključijo poti iz Alcazabe. V načrtu je gradnja vzpenjače.

## Sklic
1. ↑  Plan Especial de Protección del Monte Gibralfaro - Ayuntamiento de Málaga
2. ↑  S. de Madariaga, La vida del muy magnífico señor Don Cristóbal Colón, 5. izdaja, Mexico,  Editorial Hermes, 1952, str. 222.
3. ↑  Gibralfaro andalucia.com. Pridobljeno 24. novembra 2013.
4. ↑  Conocer España por la ruta de los Paradores, Ediciones Gaesa, str. 90.